# Jämtlands flygflottilj

.

Jämtlands flygflottilj eller F 4 Frösön var en flygflottilj inom svenska flygvapnet som verkade  i olika former åren 1926–2004. Förbandsledningen var förlagd i Östersunds garnison vid Frösö flygplats. Beslut om nedläggning av flottiljen skedde i Försvarsbeslutet 2004.

## Historik
Genom 1925 års försvarsbeslut beslutade riksdagen att Flygvapnet skulle bildas, jämte Armén och Marinen, som en självständig försvarsgren. Totalt skulle fyra flygkårer och en flygskola organiseras från och med den 1 juli 1926. Personalen kom i huvudsak ifrån Tredje flygkåren, och bestod av åtta officerare, åtta underofficerare, 16 underbefäl och 60 värnpliktiga. Till en början beväpnades kåren med fyra spaningsflygplan av typen Dront, samt två Junkers F 13 som fungerade som sjuktransportflygplan. Flottiljen hade huvudansvar för sjuktransporter över bland annat Jämtland på grund av de dåliga vägförbindelserna under vintertid. År 1928 beslutade Flygvapnet att ersätta de omoderna Drontarna, med licenstillverkade Fokker C.V, som i Flygvapnet fick beteckningen S 6. De började 1929 att tillföras flygkåren. År 1934, påbörjade kåren försök med störtbombfällning med flygplanet Hawker Hart. Genom 1936 års försvarsbeslut fastställde riksdagen att flygkårerna skulle omorganiseras till flygflottiljer, samt att Flygvapnet skulle utökas till att omfatta två medeltunga bombflottiljer, två lätta bombflottiljer, en jaktflottilj och två spaningsflottiljer.
Den 1 juli 1936 bytte Fjärde flygkåren namn till Kungliga Jämtlands flygflottilj, och blev en av de två lätta bombflottiljerna. År 1937 tillfördes flottiljen licenstillverkade Hawker Hart, tillverkade vid Centrala Flygverkstaden Malmslätt. Vintern 1938 deltog flottiljen i sin första stora flygvapenövning, vilken var förlagd till Frösön. Från maj samma år till hösten kom hela flottiljen att ombaseras till Västgöta flygflottilj (F 6) i Karlsborg, allt på grund av rn om- och tillbyggnad som pågick i Frösön. Under tiden i Karlsborg tilldelades flottiljen sin första egna fana.
I samband med krigsutbrottet 1939 baserades två divisioner ur flottiljen återigen till Karlsborg, fast då krigsorganiserade och ingående i Flygeskadern. Senare under kriget kom flottiljen i samband med eskader- och flygvapenövningar att ombaseras till olika flygbaser, i regel söderut, bland annat Tierp flygbas. År 1942 kom flottiljen att ingå i Första flygeskadern med en bombdivision. År 1944 kom flottiljen att omskolas till det svensktillverkade Saab 17 eller B 17 som det benämndes i Flygvapnet.
Efter krigsslutet beslutades hösten 1946 att flottiljen skulle omorganiseras till jaktflottilj, och samtidigt började flottiljen med förberedelser inför omskolningen till P-51 Mustang. I januari 1947 påbörjade flottiljen sin omskolning vid 163. jaktflygdivisionen (Petter Gul) vid Upplands flygflottilj (F 16). Den 16 juni 1947 markerades epokskiftet med att dåvarande flottiljchefen Björn Bjuggren eskorterades till länsgräsen av en division B 17. Den 1 juli 1947 efterträddes han av Carl Otto Hugosson, och den 24 september samma år landade de 16 första Mustangerna på Frösön. I samband med att flottiljen omorganiserades till en jaktflottilj, överfördes den till Andra flygeskadern (E 2).
Våren 1952 pågick förberedelser med att omskola flottiljen till det jetdrivna flygplanet J 28B Vampire. Flottiljens första samt tredje division förlades till Björka flygbas och andra divisionen till Skånska flygflottiljen (F 10) för omskolning till det nya flygplanet. I slutet av september 1952 återkom andra divisionen, som varit först ut med sin omskolning, och flottiljen hade gått in i den så kallade jetåldern.
Jämtlands flygflottilj blev 1956 den sista jaktflottiljen som beväpnades med J 29 Tunnan. År 1958 överfördes flottiljen till Fjärde flygeskadern (E 4), och stod för jaktrollen, medan Norrbottens flygflottilj och Södermanlands flygflottilj stod för spaningen i eskadern. År 1966 upplöstes eskadern, och samma år började flottiljen med att övergå till J 32B Lansen. Omskolningen av flottiljen gjorde i två grupper, den tekniska omskolningen gjordes vid Kalmar flygflottilj (F 12), och flygtjänsten vid Västmanlands flygflottilj (F 1). Den 27 oktober 1966 landade de fyra första individerna märkta F 4 på Frösön. Flottiljen blev med det den sista att omskolas till Lansensystemet inom Flygvapnet. Systemet blev dock inte långvarigt på Frösön, då Chefen för Flygvapnet beslutade 1968 att det från och med 1969 skulle börja ersättas vid flottiljen av J 35D Draken. Omskolningen och ombeväpningen påbörjades i slutet av 1968, bland annat genom projektering av en ny hangar samt ny simulatorbyggnad.
Efter att en instruktörsgrupp omskolats vid Östgöta flygflottilj (F 3) tiden 1 juni till 26 oktober 1969, hämtades den 16 juni 1969 flottiljens första J 35D från Skånska flygflottiljen (F 10). Flottiljens övertaliga J 32B Lansen lämnade flottiljen 1970, för att skrotas eller överföras till Målflygdivisionen (MFD). Dit även två fältflygare som inte ville sluta flyga med Lansen övergick till. Flottiljen blev därmed den sista ordinarie att omskolas från Lansen. Blekinge flygflottilj blev den sista att omskolas till Draken, då den 1975 övertog rollen som jaktflottilj efter att Östgöta flygflottilj avvecklades 1974.
I Regeringen Palmes proposition 1975:75 föreslogs en avveckling av två flottiljadministrationer, Södermanlands flygflottilj (F 11) i Nyköping och Kalmar flygflottilj (F 12). Inför propositionen hade en avvägning gjorts att istället avveckla Blekinge flygflottilj (F 17), till förmån för F 12. Utredningen och underlaget till propositionen kom från Försvarets fredsorganisationsutredning (FFU), vilka även hade tittat på en avveckling av Jämtlands flygflottilj (F 4), Hälsinge flygflottilj (F 15) och Norrbottens flygflottilj (F 21). FFU ansåg dock att dessa tre flottiljer låg inom det regionala stödområdet, och operativa och regionalpolitiska skäl ansågs så pass starka att ingen av dessa borde avvecklas. År 1978 reducerades dock antalet divisioner vid flottiljen, då 43. jaktflygdivisionen med tillhörande baskompani avvecklades. Detta som en följd av 1977 års försvarsbeslut.
Hösten 1984 avvecklades Drakensystemet vid flottiljen, för att ersättas av Viggensystemet. De 24 kvarvarande J 35D köptes tillbaka av Saab, som efter modifiering sålde dom vidare till Österrike. Omskolningen till Viggen började projekteras redan i slutet av 1970-talet. Flottiljens andra division med tillhörande baskompani var först ut med sin omskolning, vilken påbörjades i augusti 1983. I slutet av september samma år mottog flottiljen sin första JA 37 Viggen. I januari 1985 påbörjade flottiljens andra division sin omskolning, och från årsskiftet 1985/1986 var de båda divisionerna krigsplacerade med JA 37.
När Hälsinge flygflottilj avvecklades den 30 juni 1998, som ett led i försvarsbeslutet 1996 överfördes dess traditioner och fana till F 4. I samma försvarsbeslutet hade det beslutats att även Krigsflygskolan (F 5) skulle avvecklas den 30 juni 1998. I samband med denna avveckling blev F 4 Sveriges äldsta aktiva flygflottilj.
Inför försvarsbeslutet 2000 var det första gången sedan 1975 som flottiljen nämndes i ett försvarsbeslut. Det vill säga nämndes i den omfattning att det varit föremål utredning om en avveckling. Dock så konstaterades det i regeringens utredning att Östersunds garnison hade bättre förutsättningar för en fortsatt utveckling, jämfört med andra garnisoner i nedre Norrland. Där flottiljen låg till en stor grund för att förbanden i garnisonen klarade sig från en avveckling. Flottiljens geografiska läge spelade även en stor roll, då regeringens övergripande dimensioneringen såg ett behov av fem flottiljer. Där två flottiljer var lokaliserade till södra Sverige, medan de övriga var geografiskt spridda över landet. Vidare togs det även hänsyn till att flottiljen hade miljötillstånd för tre divisioner, och hade mycket goda övningsbetingelser.
Våren 2004 genomförde flottiljen med sina två jaktdivisioner sin sista övning med JA 37 vid sin krigsflygbas vid Färila flygbas. Flottiljen var vid denna tidpunkt den sista flottiljen som flög JA 37. Och flottiljens två Viggendivisionerna hade flugit totalt 62 400 flygtimmar, fördelat på drygt 100 flygförare på de 36 individer JA 37 som tilldelades flottiljen. Samtidigt som att JA 37 planerades att tas ur tjänst, kom även den transportabla radargruppcentralen (Rrgc/T) tas ur drift.
Den 16 september 2004 klockan 14.15 landade flottiljens första JAS 39A. Flygföraren Arildsson eskorterades av fyra JA 37. Den första flygningen med JAS 39 Gripen var planerad till att starta den 27 september 2004. Vidare kom flottiljen tillföras fler individer av Gripen under hösten 2004.
Dock kom flottiljen aldrig att bli helt omskolad då riksdagen, genom försvarsbeslutet 2004, beslutade att flottiljen skulle avvecklades den 31 december 2004. I propositionen inför försvarsbeslutet fanns det fyra flygflottiljer inom Flygvapnet och en skulle avvecklas. Då den övergripande dimensioneringen av grundorganisationen angav att Flygvapnet borde bestå av tre flygflottiljer. Regeringen ansåg att både F 7 och F 17 skulle bibehållas, och ställde F 4 och F 21 mot varandra. Dock så ansåg regeringen att F 4 skulle avvecklas, då F 21 hade bättre förutsättningar i form av bättre övningsbetingelser med en närhet till flygövningsområden, miljötillstånd för tre divisioner och tillgång till egen flygverkstad med kompetens för JAS 39 Gripen. Visserligen ansågs det att F 4 även de hade en närhet till sin flygövningsområden, men till flygövningsområden över hav, var det cirka 20 minuters flygtid enkel väg. Och med det miljötillstånd som flottiljen hade för tre divisioner, menade man skulle skapa begränsningar gällande skjutmål i flottiljens närhet. Därför ansåg regeringen att F 4 var den flygflottilj som skulle avvecklas, vilket riksdagen omröstade och beslutade om den 16 december 2004.
I februari 2005 genomförde flottiljen sin sista högvakt vid Stockholms slott. Den 23 mars 2005 tillträdde överste Hans Hansson chefskapet för flygflottiljen. Den 24 april 2005 landade en JA 37 Viggen för sista gången i Jämtland, då överlöjtnant Claes Bernander överlämnade JA 37 (37412) till Flyg- och Lottamuseet vid Optands flygplats. Den 13 maj 2005 muckade den sista större värnpliktomgång från flottiljen. Kvar återstod ett antal värnpliktiga vid bevakningsplutonen.
Den 31 december 2004 avvecklades flottiljen, från och med 1 januari 2005 övergick flottiljen till en avvecklingsorganisation fram till dess att avvecklingen skulle vara slutförd senast den 30 juni 2006. Den 17 juni 2005 genomfördes en gemensam avvecklingsceremoni för de förband och skolor i Östersund som berördes av försvarsbeslutet, ceremonin hölls i Österängsparken i Östersund. Där garnisonens förband överlämnade sina fanor till sitt traditionsbevarande förband. För Jämtlands flygflottilj blev Norrbottens flygflottilj traditionsbevarande förband. Och Jämtlands flygflottiljs fana överlämnades av Kung Carl XVI Gustaf till flottiljchefen för Norrbottens flygflottilj, som efter avslutad ceremoni tog med den till Luleå.
Genom avveckling gick verksamheten på Sveriges då äldsta aktiva flygflottilj i graven, och från detta datum övergick flottiljen till avvecklingsorganisation F 4, även bara benämnd AO F 4. En avveckling som skulle vara klar senast den 30 juni 2006, den sista byggnaden lämnades dock i mitten på augusti 2006 (By114, gamla flygplansverkstaden).

### Viktiga årtal
Nedan redovisas årtal som påverkat flottiljens verksamt.

- 1926: Fjärde flygkåren bildas den 1 juli.
- 1936: Kungliga Jämtlands flygflottilj bildas den 1 juli.
- 1936: Flottiljen organiseras till en bombflottilj.
- 1939: Flottiljen ingår from den 5 september i Flygeskadern.
- 1942: Flottiljen uppgår som förband inom Första flygeskadern (E 1).
- 1947: Omorganiseras flottiljen till jaktflottilj
- 1948: Flottiljen överförs till Andra flygeskadern (E 2).
- 1952: Flottiljen går in i jetåldern och ombeväpnas med J 28B Vampire.
- 1956: Flottiljen ombeväpnas med J 29 Tunnan.
- 1957: Flottiljen omorganiseras till sektorflottilj (F 4/Se N3).
- 1957: Flottiljen överförs till Fjärde flygeskadern (E 4).
- 1966: Fjärde flygeskadern avvecklas.
- 1966: Flottiljen ombeväpnas till J 32B Lansen.
- 1969: Flottiljen ombeväpnas till J 35D Draken.
- 1970: Lansensystemet avvecklas vid flottiljen.
- 1981: Flottiljen omorganiseras till storsektorflottilj (F 4/Se NN).
- 1984: David Blå påbörjar omskolning till JA 37.
- 1984: Drakensystemet avvecklas under hösten.
- 1985: David Röd påbörjar omskolning till JA 37.
- 1986: Flottiljen krigsplaceras med två divisioner JA 37.
- 1994: Flottiljen omorganiseras till vanlig flottilj och blir en del av Norra flygkommandot (FK N).
- 1998: Flottiljen blir Flygvapnets och Sveriges äldsta aktiva flygflottilj.
- 1998: Övertar traditioner och fana från avvecklade F 15.
- 2004: David Blå påbörjar omskolning till JAS 39A.
- 2005: Flottiljen avvecklas den 17 juni.
- 2006: Försvarsmakten lämnar flottiljområdet.

## Verksamhet
Jämtlands flygflottilj var tillsammans med övrig militär verksamhet inom Östersunds garnison, viktiga regionalpolitiska faktorer i Jämtlands och Norrlands inland i form av arbetstillfällen och möjligheter till samverkan mellan olika försvarsgrenar och såväl offentlig som privat sektor i det civila samhället. F 4:s huvuduppgift var att utbilda insatsförband och personal (inklusive värnpliktiga) så att de uppfyllde de krav som ställdes. Vid avvecklingen av garnisonen i Östersund berördes cirka 1250 militär- och civilanställda. Vilket motsvarade 3,6 procent av antalet sysselsatta i Östersund, Bräcke, Ragunda, Berg och Krokoms kommuner. Som ersättningsjobb lovade riksdagen att en kriminalvårdsanläggning skulle inrättas i Östersund. Myndigheterna ITPS och NUTEK omlokaliserades till Östersund.

## Ingående förband
| Beteckning | Namn                                | Aktiv              | Anmärkning                                         |
| ---------- | ----------------------------------- | ------------------ | -------------------------------------------------- |
| David Röd  | 41. jaktflygdivisionen              | 1936–19461947–2005 | Omorganiserad 1947 till jaktUpplöst 2005           |
| David Blå  | 42. stridsflygdivisionen            | 1936–19461947–2005 | Omorganiserad 1947 till jaktUpplöst 2005           |
| David Gul  | 43. jaktflygdivisionen              | 1936–19461947–1978 | Omorganiserad 1947 till jaktUpplöst 1978           |
| Flybo N    | Norra flygbasområdet                | 1942–1957          | Upplöst 1957, och ersatt med luftförsvarssektorer. |
| N3         | Luftförsvarssektorer ÖN3            | 1957–1981          | Uppgick 1981 i Sektor Nedre Norrland               |
| Se NN      | Luftförsvarssektorer Nedre Norrland | 1981–1994          | Uppgick 1994 i Norra flygkommandot                 |
| FRÄD       | Flygräddningsgruppen                | 1970–1998          | Uppgick 1999 i Norrlands helikopterbataljon        |
| TIS/TK     | TIS/TK-gruppen                      | 1997–19982003–2005 | Överförd 1998 till F 16Upplöst 2005                |

### 41.jaktflygdivisionen
41. jaktflygdivisionen eller David Röd var 1. divisionen vid flottiljen och bildades 1936 som en lätt bombflygdivision. År 1947 omskolades divisionen till en jaktflygdivision. Efter att fått vara "nummer 2" vid de olika ombeväpningarna, blev divisionen den första vid flottiljen att omskolas till Draken. Ombeväpningen och omskolningen till Draken skedde under ledning av Löjtnant Carl-Johan Wangeruds tiden 27 oktober 1969-10 april 1970. I januari 1985 påbörjade divisionen sin omskolning till Viggen. Viggen blev även det sista systemet som divisionen användes, då divisionen upplöstes under 2005.

### 42.stridsflygdivisionen
42. stridsflygdivisionen eller David Blå var 2. divisionen vid flottiljen och bildades 1936 som en lätt bombflygdivision. År 1947 omskolades divisionen till en jaktflygdivision. Divisionen var den första vid flottiljen som gick in i den så kallade jetåldern. Detta i samband med omskolningen till J 28B Vampire. År 1955 kom sedan omskolas till J 32B Lansen, och började omskolas till J 35D Draken från den 16 februari 1970, under ledning av kapten Olle Lindström. Sommaren 1983 upphörde divisionen med att flyga med Draken. Detta på grund av kommande omskolning till JA 37 Viggen. Den tekniska personalen vid divisionens baskompani omskolades först. Vilket strandsatte divisionen under ett halvår, och flygförarna fick istället flyga med Sk 50 och Sk 60. Den 27 september 2004 blev divisionen först vid flottiljen med att påbörja omskolning till JAS 39A. Divisionen blev den enda som omskolades vid flottiljen, detta på grund av att flottiljen avvecklades. Divisionens sista chef blev Fredrik Bergman, som 2011–2015 var flottiljchef för Norrbottens flygflottilj (F 21).

### 43.jaktflygdivisionen
43. jaktflygdivisionen eller David Gul var 3. divisionen vid flottiljen och bildades 1936 som en lätt bombflygdivision. År 1947 omskolades divisionen till en jaktflygdivision. Divisionen följde de olika flygsystemen, men var alltid sist med att omskolas. Detta gällde även ombeväpningen till J 35D Draken. Från slutet av 1960-talet präglades Flygvapnet av ekonomiska besparingar. Bakgrunden till detta var Viggenprojektet, och fick till följd att CFV Lage Thunberg vakantsatte åtta flygdivisioner inom Flygvapnet år 1967. De ekonomiska besparingarna inom Flygvapnet fortsatte under hela 1970-talet, och efter försvarsbeslutet 1977 upplöstes slutligen David Gul. Detta skedde 1978.

### Flygräddningsgrupp
När flottiljen, eller kåren, bildades 1926, kom den att tillföras fyra spaningsflygplan av typen Dront, samt två Junkers F 13, vilka i praktiken fungerade som sjuktransportflygplan. Flottiljen fick huvudansvar för sjuktransporter över bland annat Jämtland på grund av dåliga vägförbindelserna under vintertid. År 1958 överfördes denna uppgift till Jämtlands Aero flygambulanstjänst. År 1970 tillfördes flottiljen två Helikopter 2, vilka bildade en lokal flygräddningsgrupp (FRÄD). Hösten 1980 omskolades helikoptergruppen till den medeltunga Helikopter 3B. År 1996 tillfördes helikoptergruppen Helikopter 10. År 1998 överfördes helikoptergruppen till den nybildade Norrlands helikopterbataljon (1. hkpbat).

### Sektoransvar

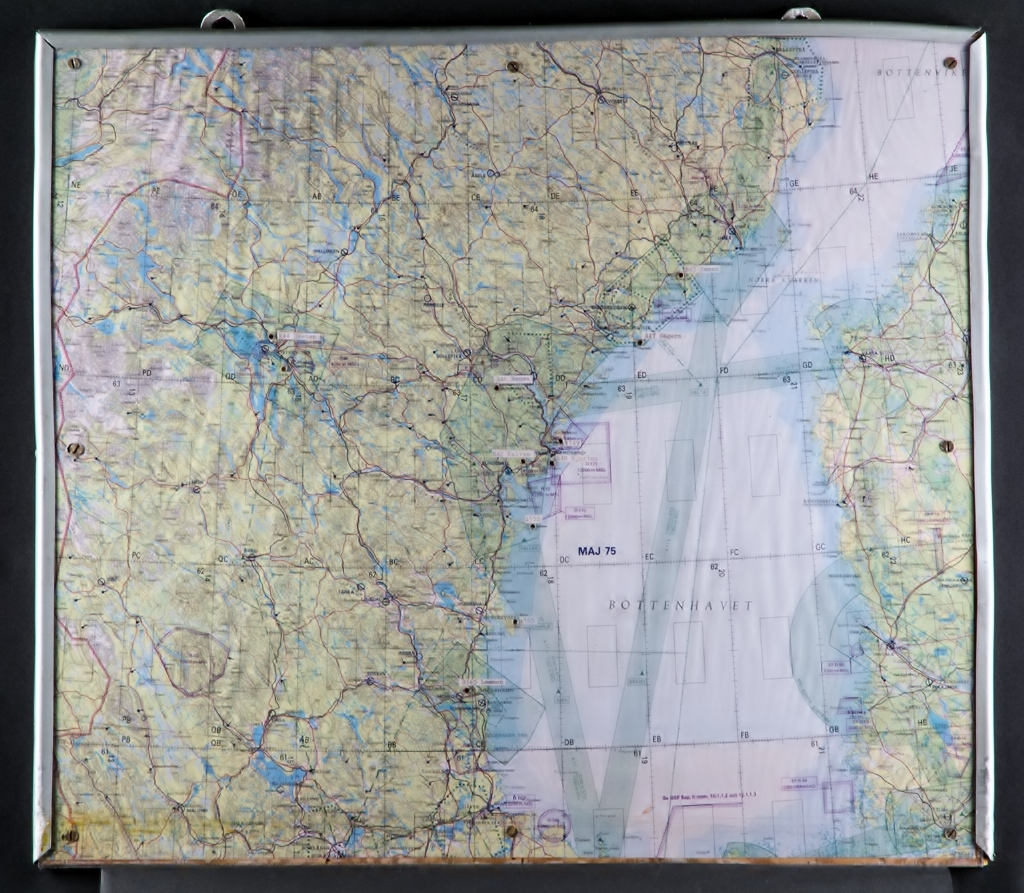
Karta över flottiljens luftförsvarssektor

År 1957 avvecklades de tidigare flygbasområde, däribland Norra flygbasområdet, och ersattes av elva luftförsvarssektorer. F 4 var en av de totalt nio flottiljer som tilldelades en luftförsvarssektor, vilken för flottiljens del blev sektor N3 med ingående luftförsvarscentralen LFC Humlan. I Regeringen Fälldins proposition 1980/81:124, föreslogs att antalet luftförsvarssektorer skulle reduceras från sju till fyra. Den stora förändringen gjordes i södra Sverige, där sektorerna S1, S2 och W2 bildade sektor Syd, sektorerna O1 och O5 bildade sektor Mitt, sektor N3 i bildade sektor Nedre Norrland, och ÖN3 bildade sektor Övre Norrland. För Jämtlands flygflottilj blev omorganisationen inte lika påtaglig som i södra Sverige. Då flottiljen redan ansvarade för luftförsvaret för Nedre Norrlands militärområde (Milo NN). Den 30 juni 1981 upphävdes sektoransvaret hos fyra flottiljer, och den nya sektorindelningen av Sverige trädde i kraft den 1 juli 1981, där Jämtlands flygflottilj blev en storsektorflottilj, med beteckningen F 4/Se NN. Genom försvarsbeslutet 1992 skulle Sverige istället delas in i tre luftförsvarssektorer, vilka skulle ledas av ett flygkommando, ett för varje sektor. Detta dels för att möta den sammanslagning som gjorde av militärområdena, där bland annat Nedre Norrlands- och Övre Norrlands militärområde bildade 1993 Norra militärområdet. För F 4 betydde det att det sektoransvar man haft, började överföras 1993 till Norra flygkommandot (FK N). Från 1994 återgick flottiljen endast F 4 som beteckning.

### TIS/TK-gruppen
År 1973 levererades 17 individer av Sk 37, vilken var tvåsitsigt skolflygplan av Viggen. Sk 37 skulle användas i utbildning och inflygning av flygförare på SF 37, SH 37 och AJ 37 (och senare AJS). Vid leveransen baserades samtliga individer på Skaraborgs flygflottilj (F 7). Men 1974 överfördes systemet till Hälsinge flygflottilj (F 15) i Söderhamn, vilka blev ansvariga för typinflygningen på Viggen. I samband med avvecklingen av Hälsinge flygflottilj, kom typinflygningen överföras sommaren 1997 till Jämtlands flygflottilj. Ett år senare tillkom även TIS JA 37 från F 16 i Uppsala. Sk 37 började dock tas ur tjänst under 1998.
Av de totalt 17 individerna Sk 37 användes fyra individer för typinflygning vid F 4, och tio individer modifierades till Sk 37E. Sk 37E var ett motmedelsflygplan som tagits fram i samband med att J 32E Lansen togs ur tjänst 1997. Sk 37E användes till telekrigsuppgifter för hela Flygvapnet, medan Sk 37 användes till typinflygningen. Tillsammans bildade de Typinflygning- och telekrigsgruppen (TIS/TK). I samband med att F 4 avvecklades överfördes de kvarvarande individerna Sk 37E till Norrbottens flygflottilj, vilka blev den sista flottiljen att flyga med Viggen. F 4 blev dock den sista flottiljen att flyga JA 37.

## Förläggningar och övningsplatser

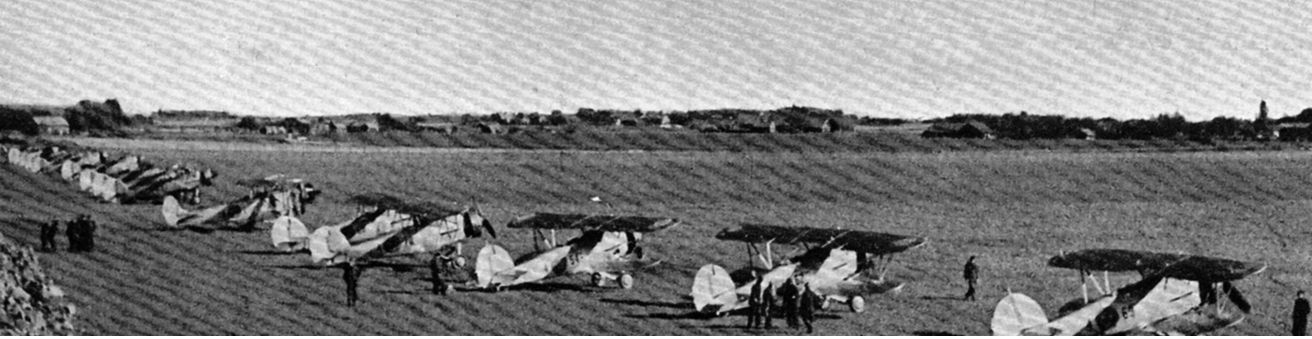
B 4 Hawker Hart uppställda på Jämtlands flygflottilj.

Till Frösön i Jämtland beslutades att Fjärde flygkåren skulle sättas upp och förläggas till Frösö läger, som fram till 1910 varit förläggningsplats till Jämtlands fältjägarregemente. Under sommaren 1926 arbetade Flygstyrelsen med att uppföra tjänstelokaler och bostäder till personalen vid flygkåren. Den 15 oktober 1926 övertog flygkåren läger officiellt.
Till en början röjdes ett område på exercisheden på 300 x 300 meter i en fyrkant, vilket senare utökades till 600x900 meter. I anslutning till flygfältet uppfördes även en sjöflygstation vid Kungsgårdsviken, vilken fick två hangarer uppförda 1929 och 1934. Genom försvarsbeslutet 1936 beslutades att kåren skulle omorganiseras till en flottilj. För Frösöns del kom försvarsbeslutet att utlösa en stor utbyggnad av flygfältet. Med utbyggnaden kom även en del historiska byggnader behövas rivas, bland annat det gamla hästjägarlägret tillsammans med Ångmansgården, just för att frigöra mark till den nya flottiljen. Till flottiljen uppfördes bland annat tre nya hangarer, byggnad för trafikledning och väderlekstjänst, nytt sjukhus, två kaserner och ett nytt kanslihus. Vid denna tidpunkt får flygfältet även två asfalterade rullbanor, 18/36 och 04/22, vilka var drygt 550 meter långa. Verksamheten vid sjöflygstationen flyttas in till flygplatsen. 
Hösten 1946 påbörjas bana 12/30 att anläggas, och får en längd på 1250 meter, vilken förlängs 1952 till 1800 meter, och får samtidigt en taxibana. Sommaren 1955 förlades flottiljens första samt andra division till Norrbottens flygflottilj (F 21) och tredje divisionen till Hälsinge flygflottilj (F 15). Bakgrunden till ombaseringen var på grund av att rullbanan vid flottiljen skulle förlängas till 2100 meter inför omskolningen till J 29 Tunnan. År 1958 öppnades flygplatsen för civil flygverksamhet, och Luftfartsverket uppför en flygstation i östra banänden. År 1962 förlängs rullbanan ytterligare, och får nu en längd på 2350 meter. Genom hela flottilj och flygplatsområdet gick fram till 1986 en genomfartsväg för civil trafik. Den stängdes nu och drogs istället norr om flygplatsen. Vid östra infarten uppfördes en ny vaktlokal. Under samma tidsperiod kom även flygplatsen och flottiljen att inhägnas med ett 10 kilometer långt stängsel. I samband med omskolningen till Viggen uppfördes hangar 92, vilken stod färdig senhösten 1983. I slutet av 1980-talet kom även den civila flygstationen att flyttas till norra delen av rullbanan.  År 2008 anordnades Expo Norr på Frösön för första gången.

## Traditioner och fana
Fastän flottiljen bildades som en kår den 1 juli 1926, kom den inte förrän den 6 juni 1936 få en egen fana. Detta när kung Gustaf V på Barkarby flygplats överlämnade fanor till F 2, F 3, F 4 och F 5. Den 2 september 2001 överlämnade kung Carl XVI Gustaf en ny fana till flottiljen. Den nya fanan pryddes i inre hörnet av Hälsinglands landskapsvapen, som ett arv från  Hälsinge flygflottilj (F 15) efter att den avvecklats den 30 juni 1998 som ett led i försvarsbeslutet 1996. F 4 ärvde fana och traditioner från F 15, som överfördes till F 4.
Den 1 december 1972 fastställdes "Fjärde flygkårens marsch" som flottiljens förbandsmarsch. Marschen hade redan 1934 komponerats av Fältjägarnas musikdirektör Verner Lindström, som hade tagit intryck av den nya flygkåren på Frösön. Under 1950- och 1960-talet hade den fallit i glömska, men efter en spelning för flottiljchefen 1972 kom den att antas officiellt som flottiljens marsch.
År 1999 instiftades Jämtlands flygflottiljs förtjänstmedalj i guld och silver (JämtlfflGM/SM). År 2005 instiftades Jämtlands flygflottiljs minnesmedalj (JämtfflMSM).
I samband med den officiella avvecklingen av F 4, den 17 juni 2005, vilken genomfördes gemensamt med övriga ingående förband inom Östersunds garnison, överlämnande respektive förband sin fana till sitt traditionsbevarande förband. Flottiljens fana och traditioner övertogs av Norrbottens flygflottilj (F 21), som även övertog fana och traditioner från F 15.

### Gate guardian

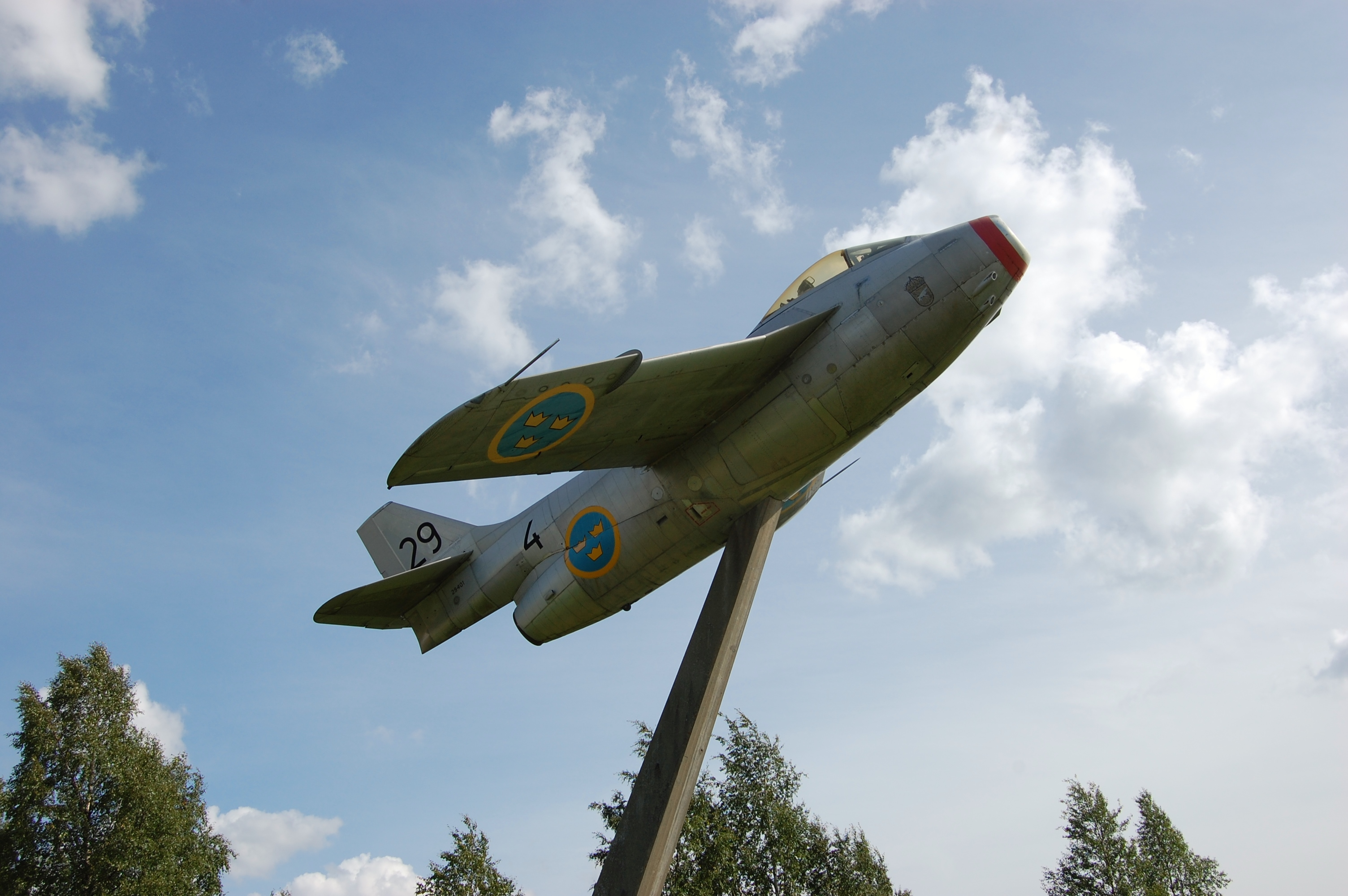
J 29F Tunnan (29401)

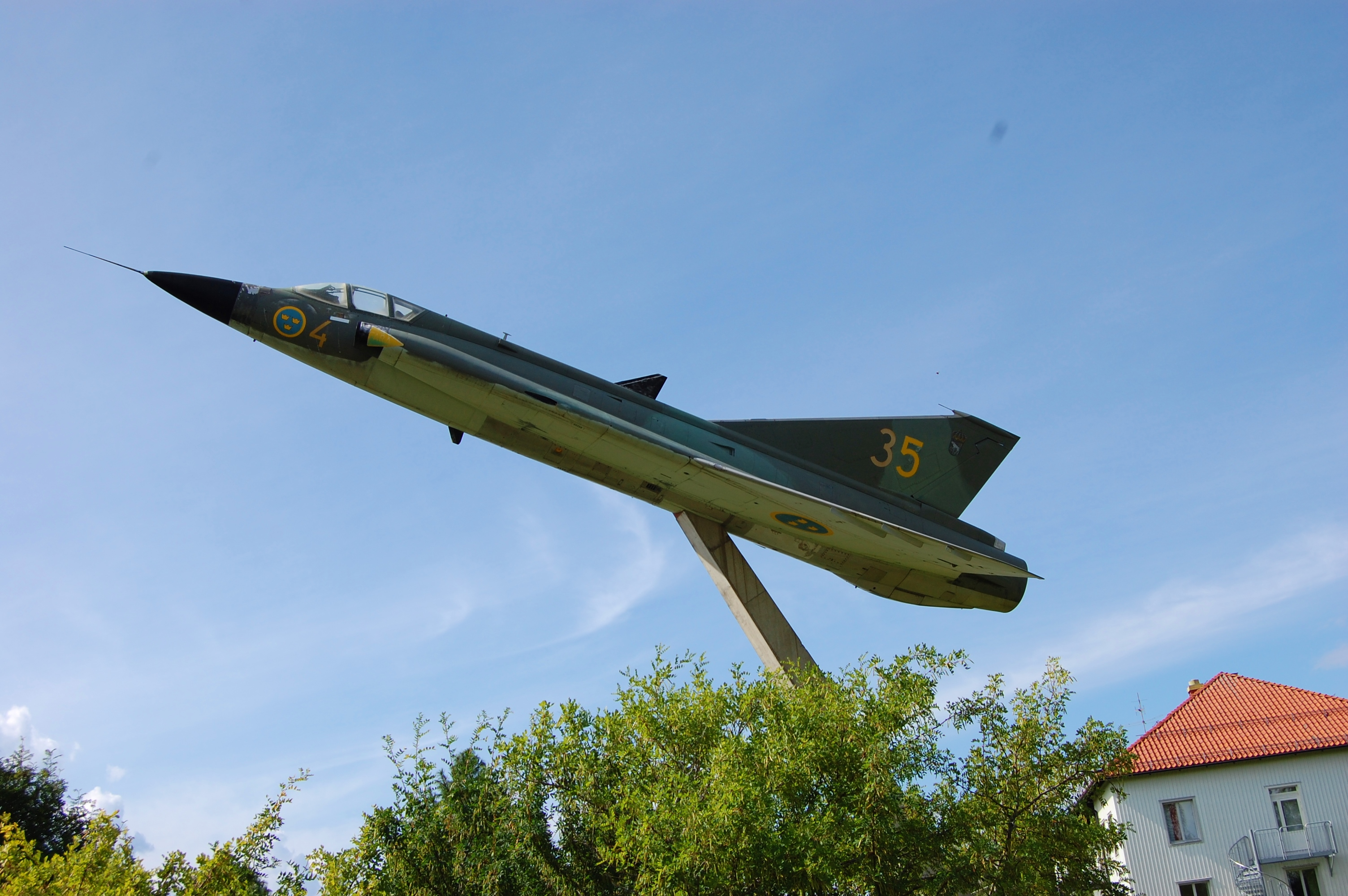
J 35D Draken

Jämtlands flygflottilj har tre så kallade gate guards. En J 29F Tunnan (29401) samt en J 35D Draken som gate guards vid den före detta matsalen på flottiljområdet. Draken placerades på pelare 1986 och råkade då ut för ett missöde i samband med placeringen på pelaren. En av lastremmarna brast och flygplanet slog i backen och nosen gick sönder. Flottiljen har även en JA 37C Viggen (37448) som gate guard vid E14/Riksväg 45 alldeles intill Teknikland i Optand.

## Materiel vid förbandet
| Huvudtyper - 1937–1940: B 4 Hawker Hart - 1940–1944: B 5B/C Northrop 8A-1 - 1944–1948: B 17 - 1947–1953: J 26 Mustang - 1952–1956: J 28B Vampire - 1956–1967: J 29B/E/F Tunnan - 1966–1970: J 32B Lansen - 1969–1984: J 35D Draken - 1984–2004: JA 37 Viggen - 2004–2005: JAS 39A Gripen | Övriga typer - 1926–1929: A 1 CVM/Phönix "Dront" - 1928–1942: Tp 1 - 1926–1931: S 1 FVM S21/25 - 1930–1938: S 6B CVM - 1933–1942: Tp 2A - 1940–1941: Tp 4 - 1951–1959: Tp 78 - 1968–1975: Tp 83 - 1947–1948: Tp 91 - 1969–1981: Hkp 2 - 1980–1996: Hkp 3 - 1996–1998: Hkp 10 |

## Förbandschefer
Kår-, flottilj- och sektorflottiljchefer

Åren 1926–1936 titulerades förbandschefen "Kårchef", och hade tjänstegraden major. När flottiljorganisation infördes 1936, titulerades chefen "flottiljchef", och hade tjänstegraden överstelöjtnant. I slutet av 1940-talet fick flottiljchefen tjänstegraden överste. Åren 1980–1994 hade flottiljchefen titeln "sektorflottiljchef". Sektorflottiljchefen hade tjänstegraden överste av 1:a graden. Åren 1994–2006 titulerades chefen återigen "flottiljchef", och hade tjänstegraden överste.

- 1926–1934: Gösta von Porat
- 1931–1932: Åge Lundström [h]
- 1934–1937: Georg Gärdin
- 1937–1943: Egmont Tornberg
- 1943–1947: Björn Bjuggren
- 1947–1961: Carl Otto Hugosson
- 1961–1966: Kjell Rasmusson
- 1966–1968: Erik Nygren
- 1969–1973: Evert Båge
- 1973–1977: Harry Winblad
- 1977–1985: Rolf Gustafsson
- 1985–1990: Svante Liljedahl
- 1990–1994: Gunnar Ståhl
- 1994–1996: Tord Karlsson
- 1996–1998: Frank Fredriksson
- 1998–2000: Ola Gynäs
- 2000–2003: Jan Salestrand
- 2003–2005: Tommy Bengtsson
- 2005–2006: Hans Hansson [i]
- 2006–2006: Lena Hallin [j]

Ställföreträdande sektorflottiljchefer och tillika flottiljchefer 

För att avlasta sektorflottiljchefen tillfördes 1980 en ställföreträdande sektorflottiljchef. Dennes uppgift var att leda förbandsproduktionen, en uppgift i stort lika med den gamle flottiljchefens. Därav titulerades även han som "flottiljchef". Den ställföreträdande sektorflottiljchefen hade tjänstegraden överste. Den 30 juni 1994 utgick befattningen ställföreträdande sektorflottiljchefer.

| - 1980–1983: Robert Barkström - 1983–1984: Owe Wiktorin - 1984–1987: Michael von Rosen | - 1987–1989: Lennart Brodin - 1989–1993: Bert Darby |

## Namn, beteckning och förläggningsort
| Fjärde flygkåren              | 1926-07-01 | – | 1936-06-30 |
| Kungl. Jämtlands flygflottilj | 1936-07-01 | – | 1974-12-31 |
| Jämtlands flygflottilj        | 1975-01-01 | – | 2004-12-31 |
| Avvecklingsorganisation F 4   | 2005-01-01 | – | 2006-06-30 |

| F 4       | 1926       | – | 1957-09-30 |
| F 4/Se N3 | 1957-10-01 | – | 1981-06-30 |
| F 4/Se NN | 1981-07-01 | – | 1994-06-30 |
| F 4       | 1994-07-01 | – | 2004-12-31 |
| AO F 4    | 2005-01-01 | – | 2006-06-30 |

| Frösö flygplats (F) | 1926-07-01 | – | 2006-06-30 |
| Gunnarn flygbas (B) | 1943-??-?? | – | 1969-??-?? |
| Gunnarn flygbas (B) | 1998-01-01 | – | 2004-12-31 |
| Färila flygbas (B)  | 2003-01-01 | – | 2004-12-31 |

## Galleri

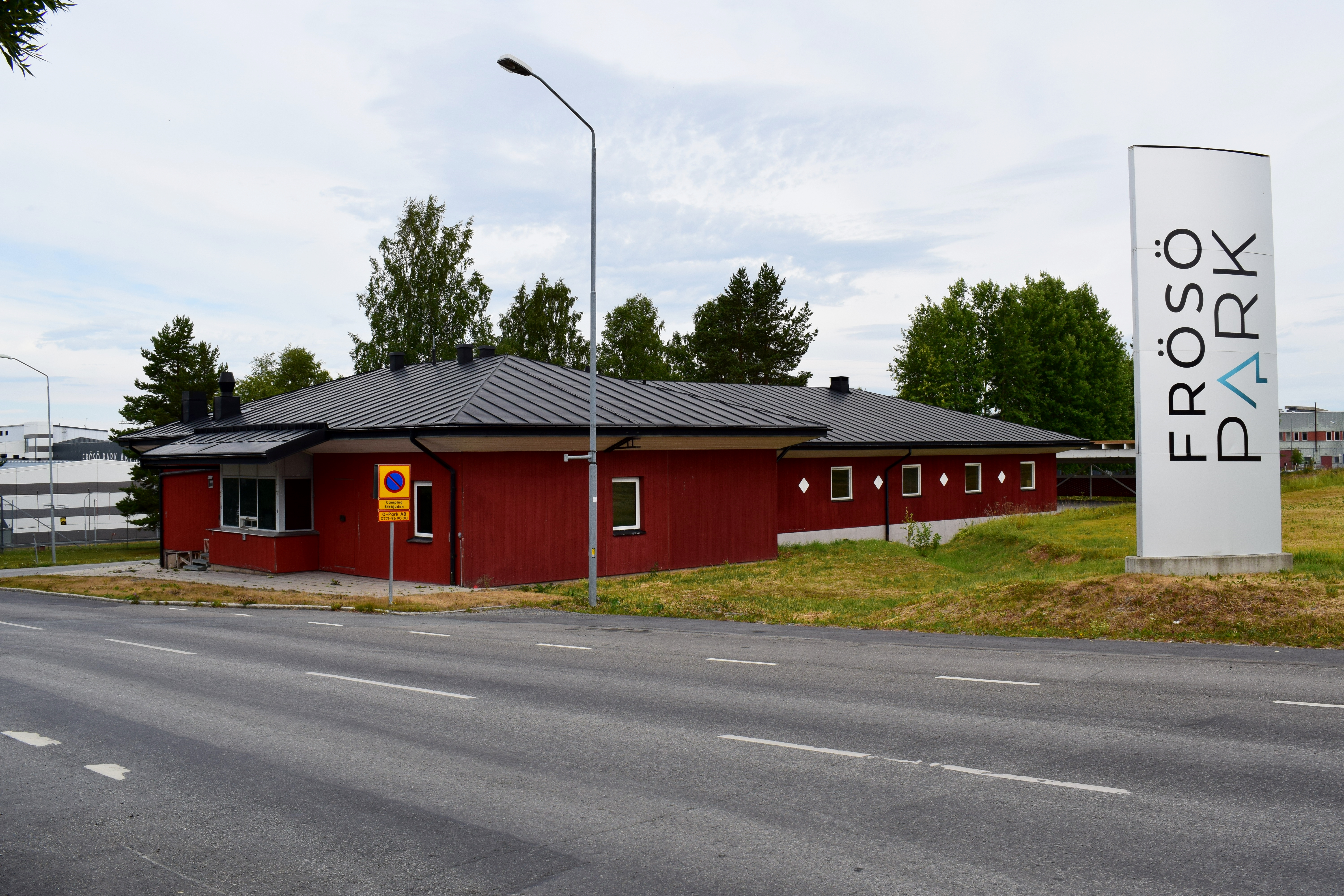
Flottiljvakten
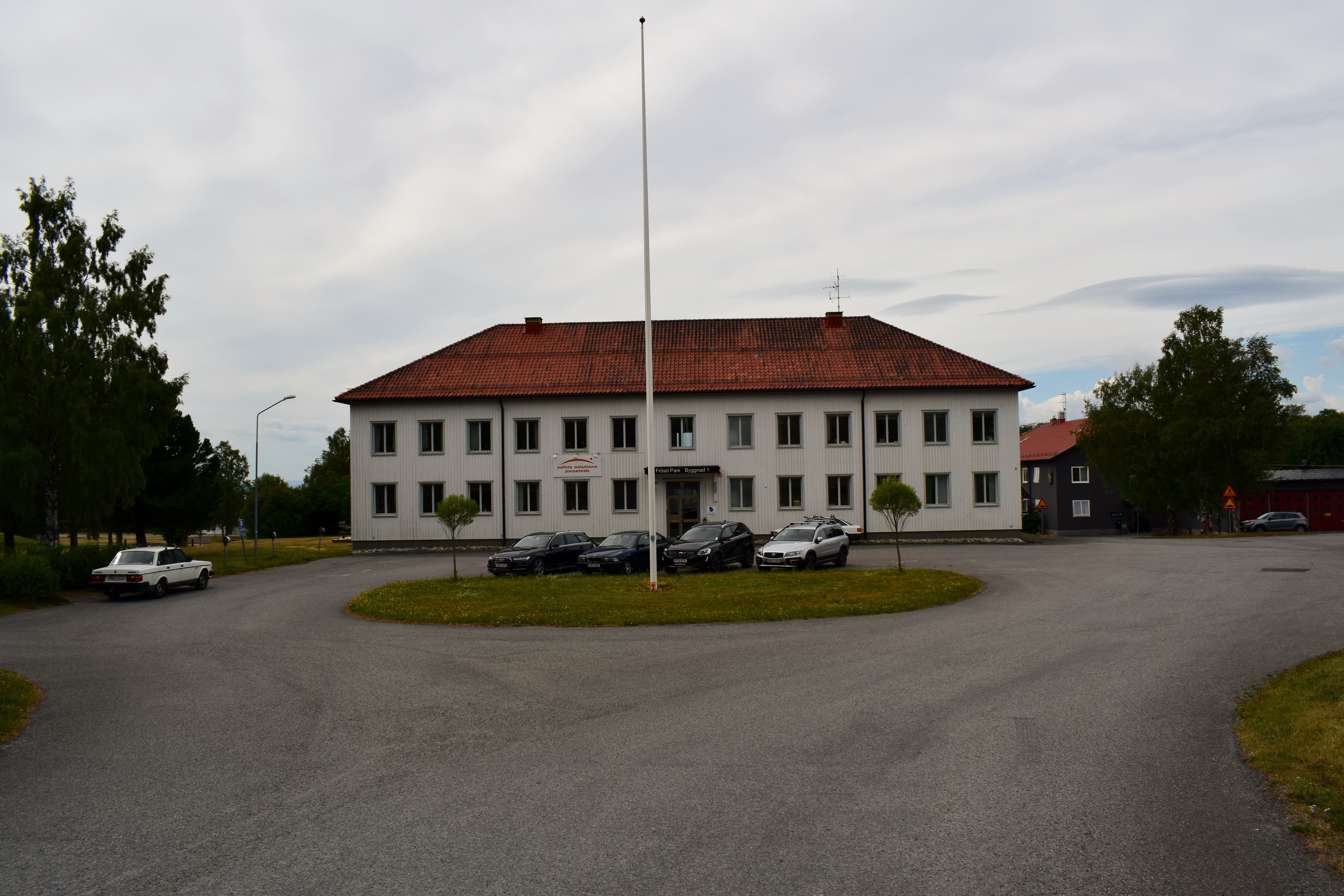
Kanslihuset vid flottiljen
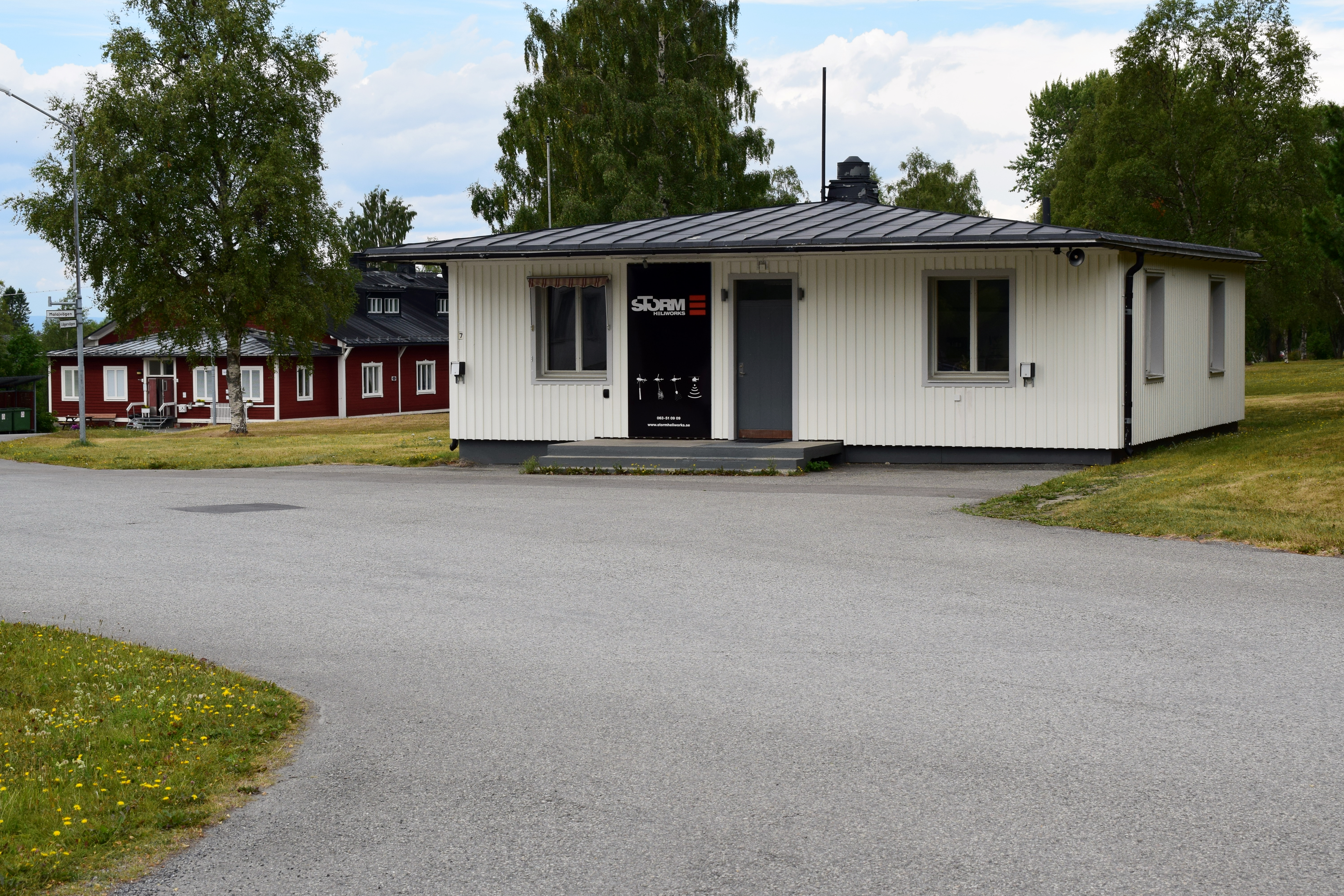
Gamla flottiljvakten
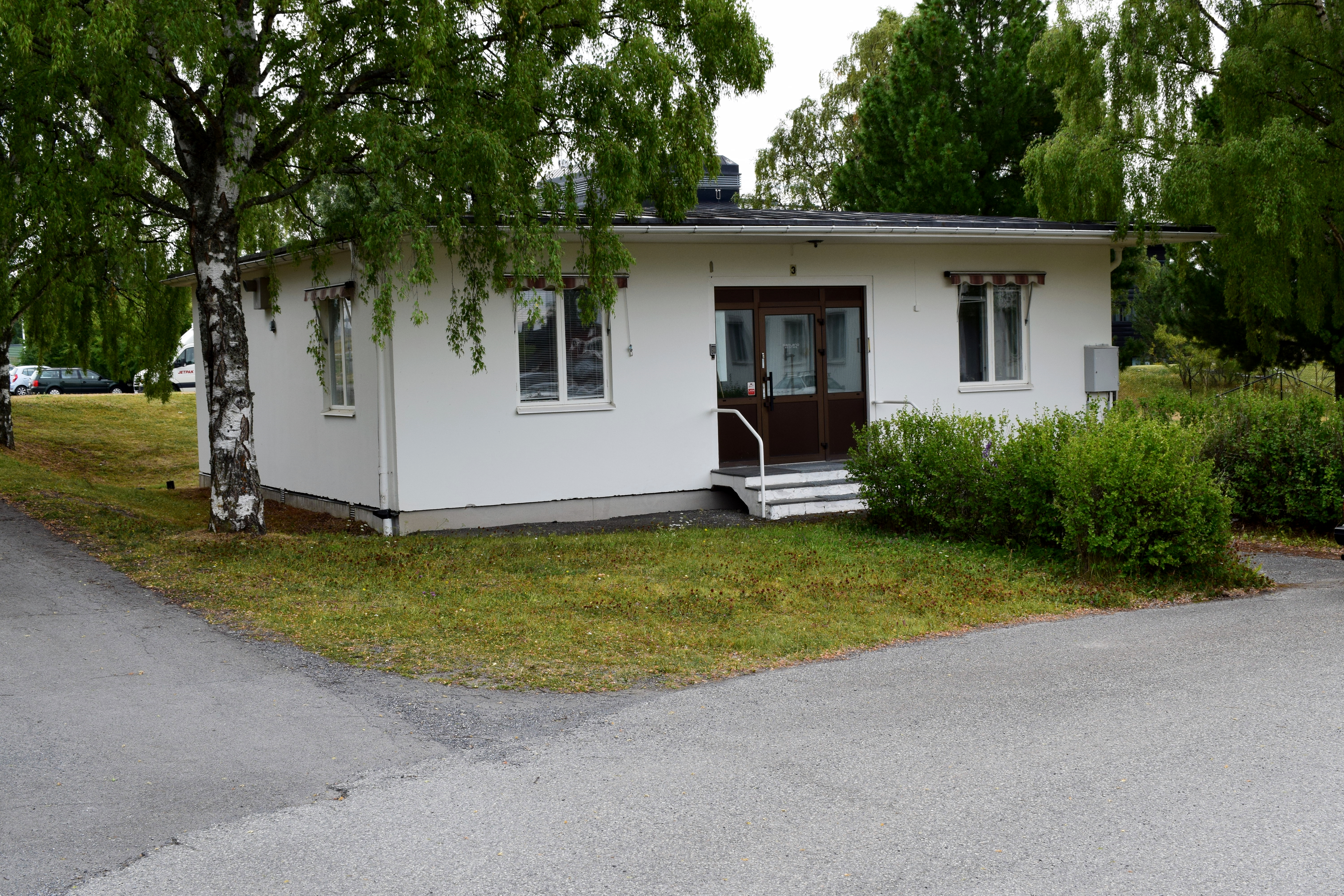
Annex till kanslihuset
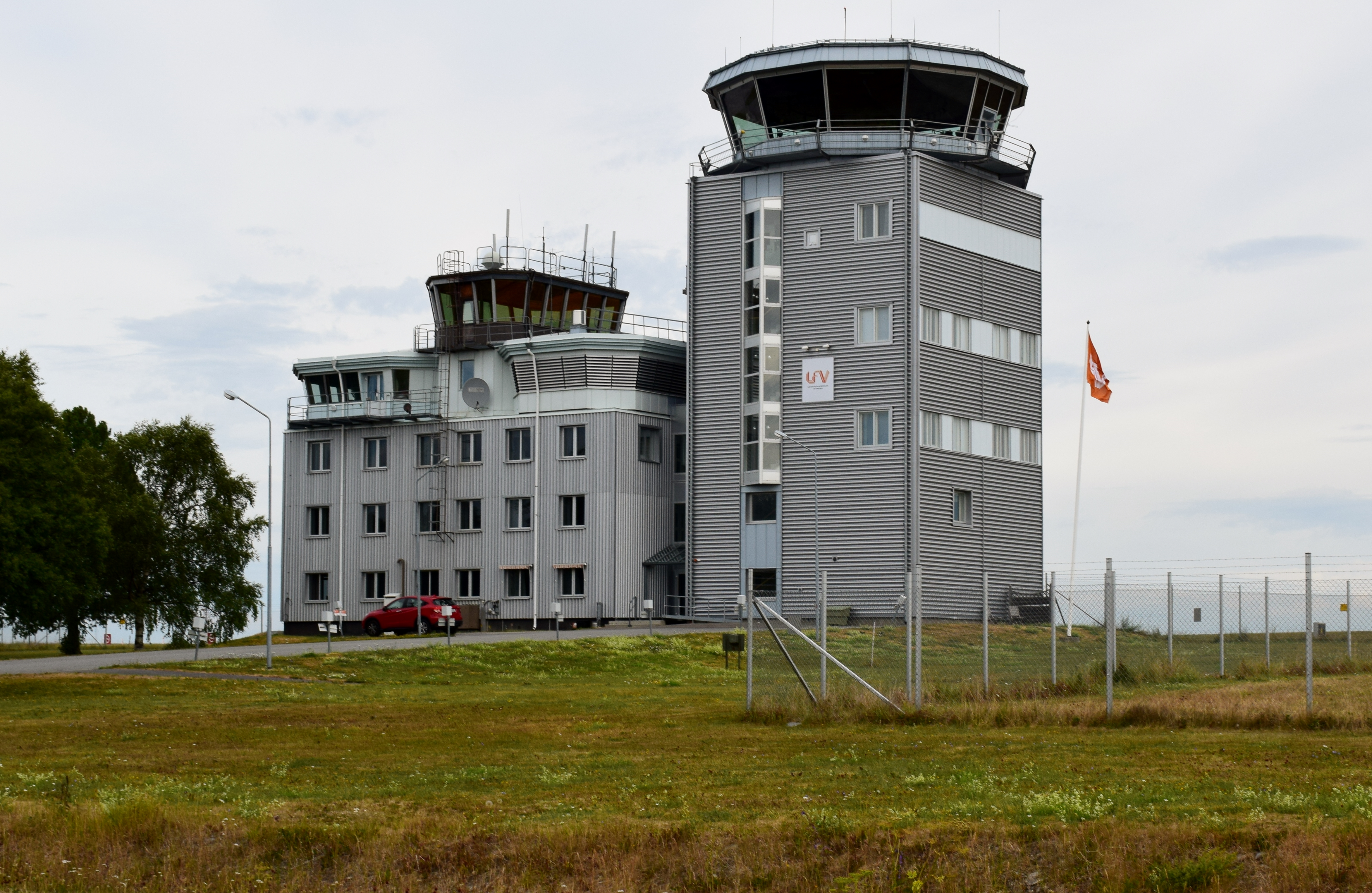
Trafikledartornet vid flottiljen
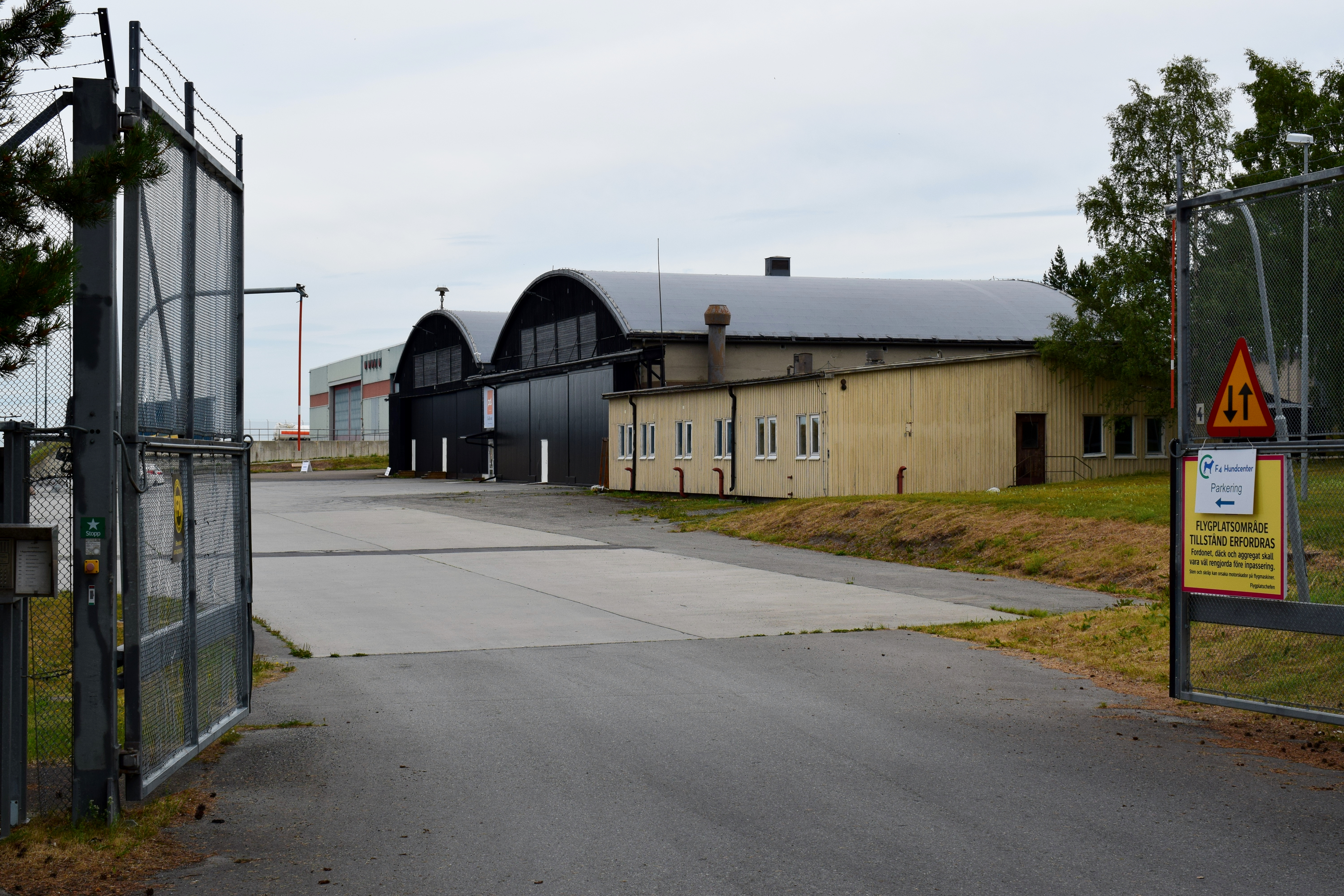
Hangar vid flottiljen
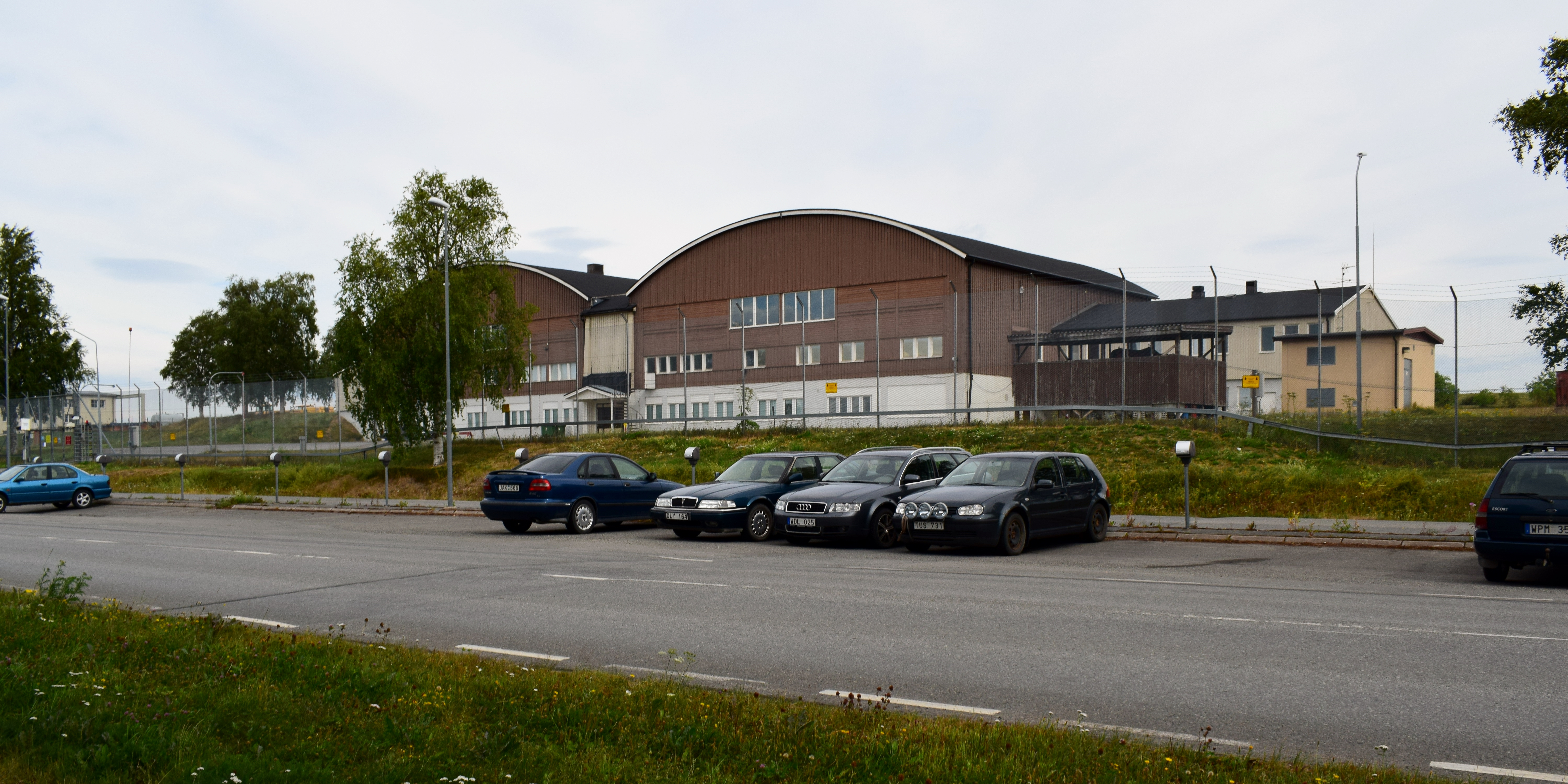
Hangar vid flottiljen
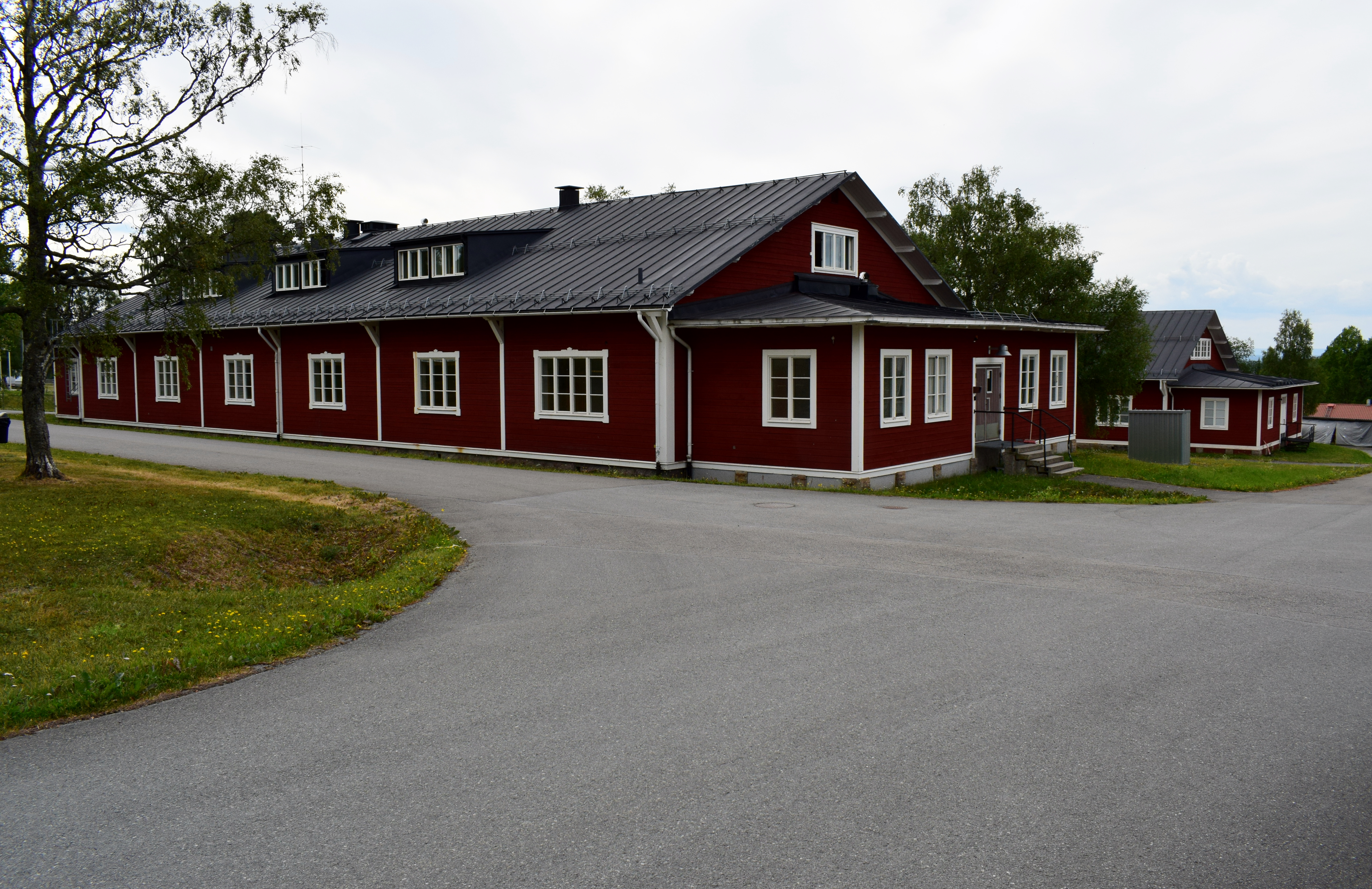
Logementsbyggnader vid flottiljen
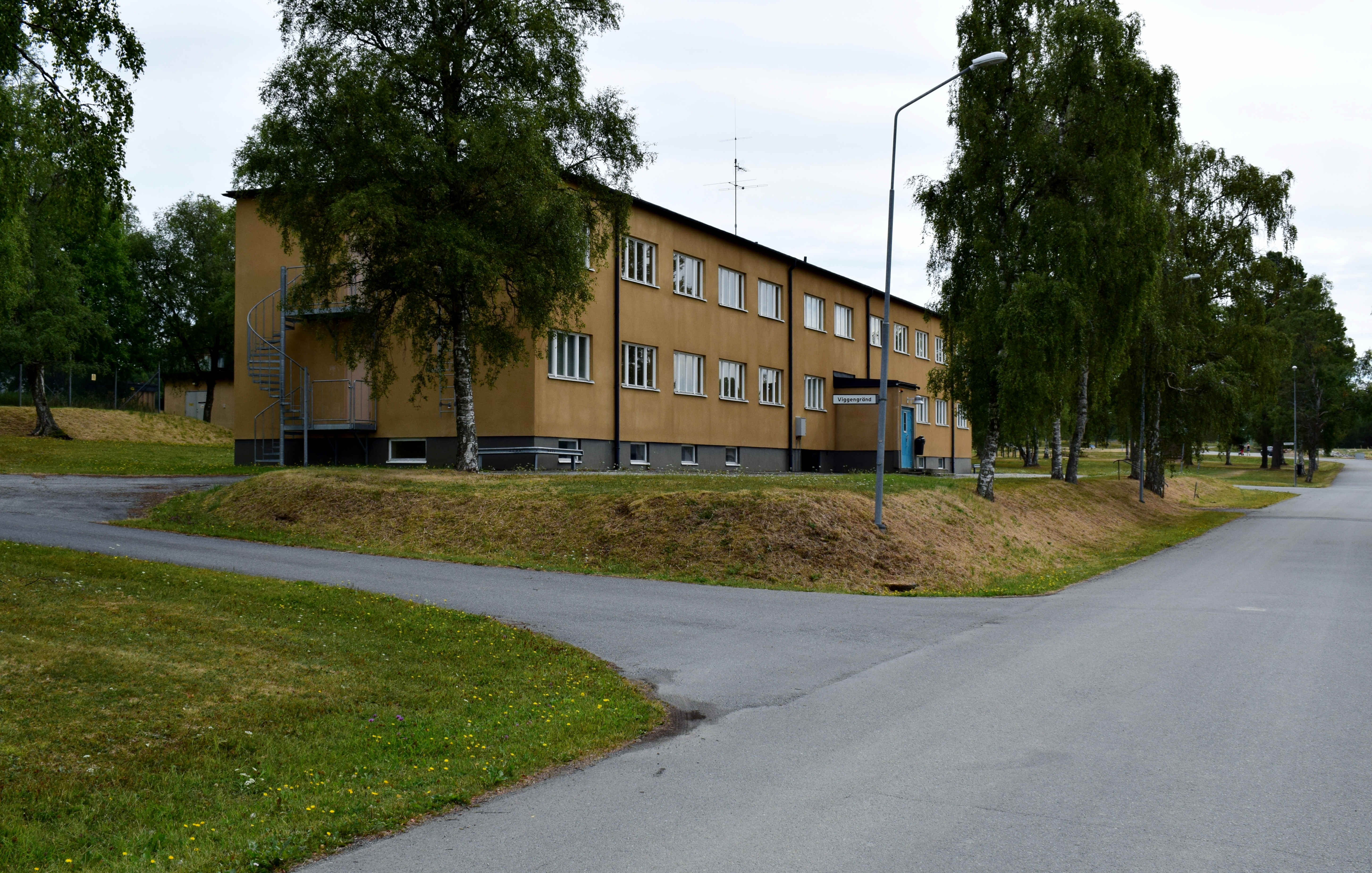
Logementsbyggnader vid flottiljen
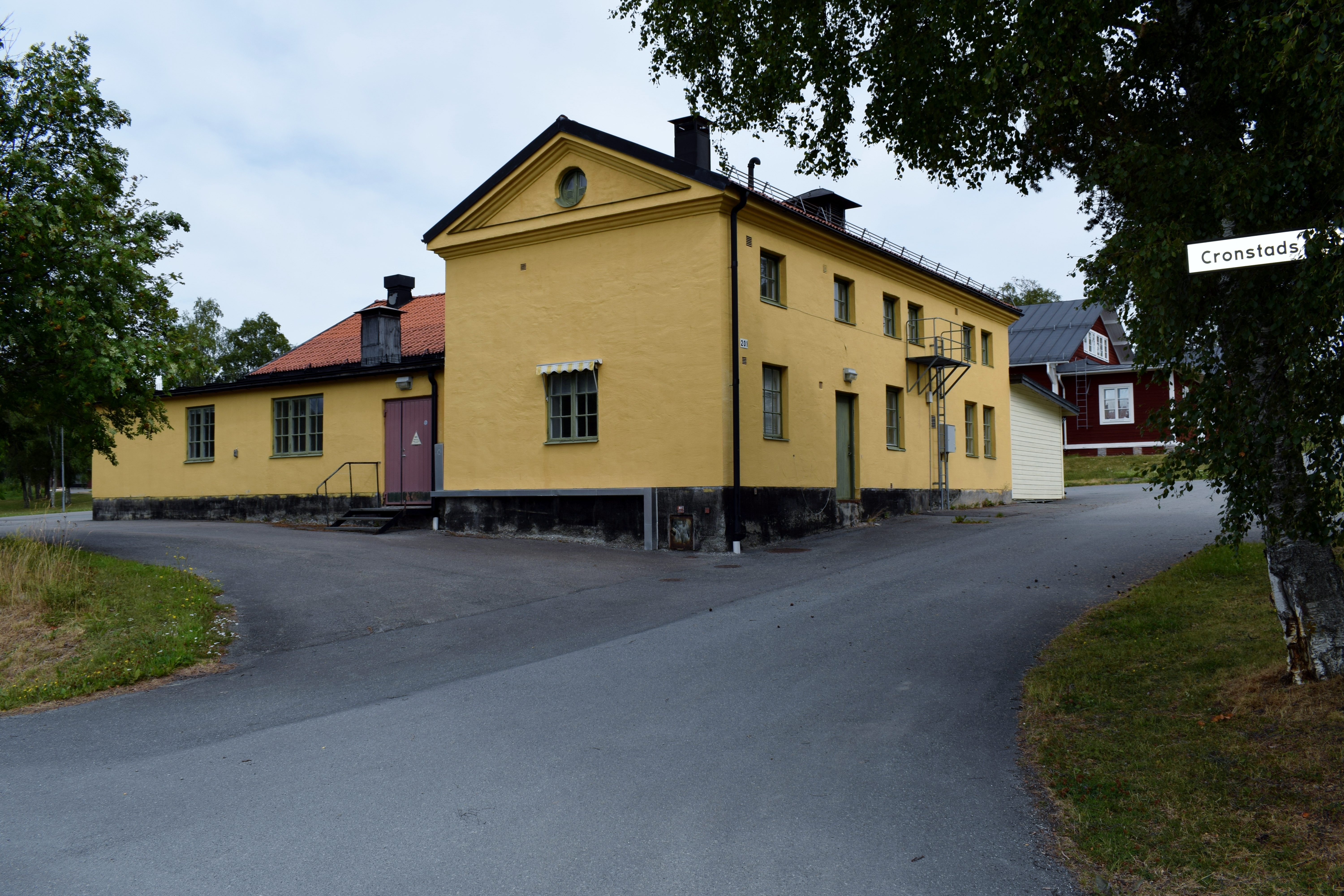
Byggnad vid flottiljen
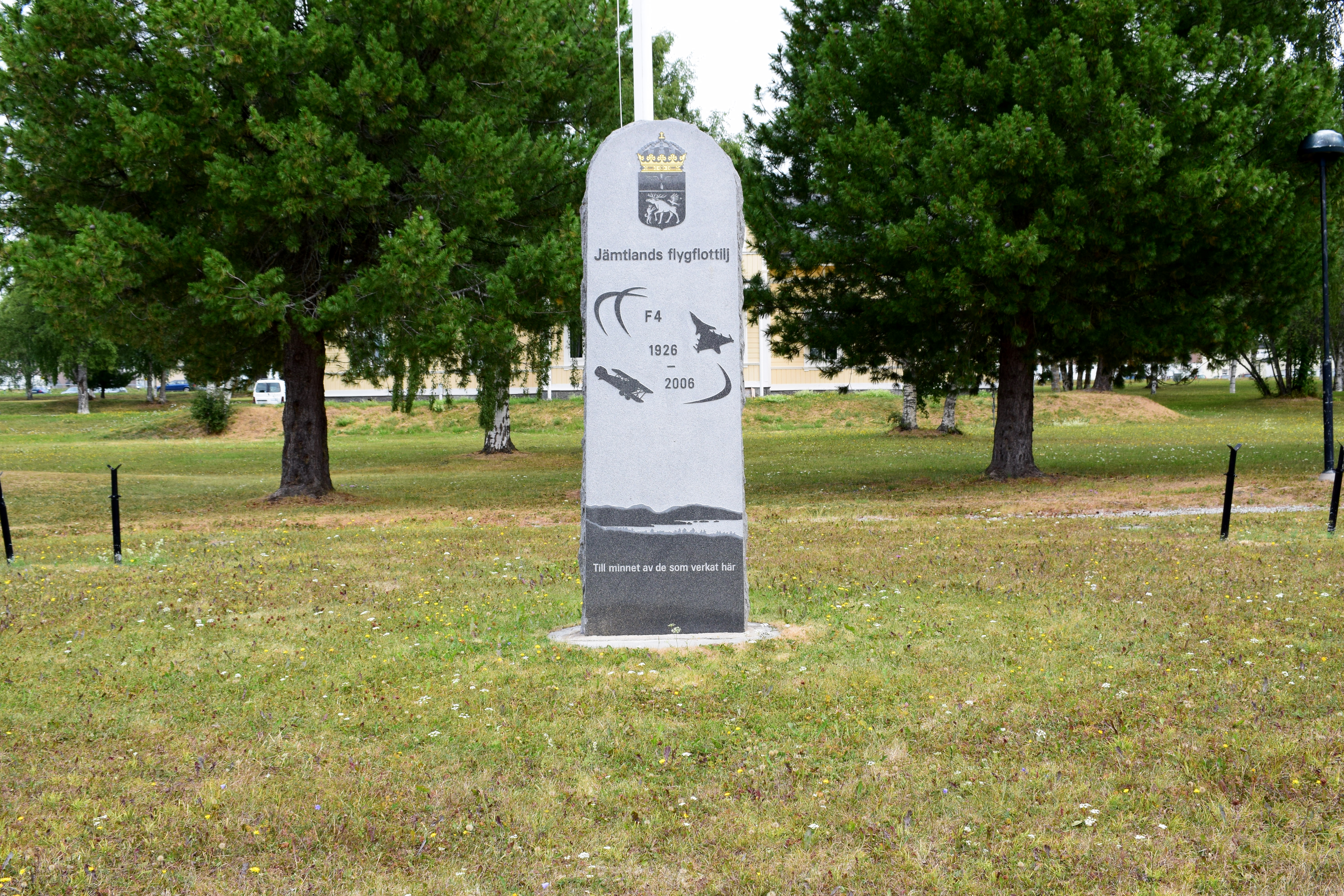
Flottiljens minnessten
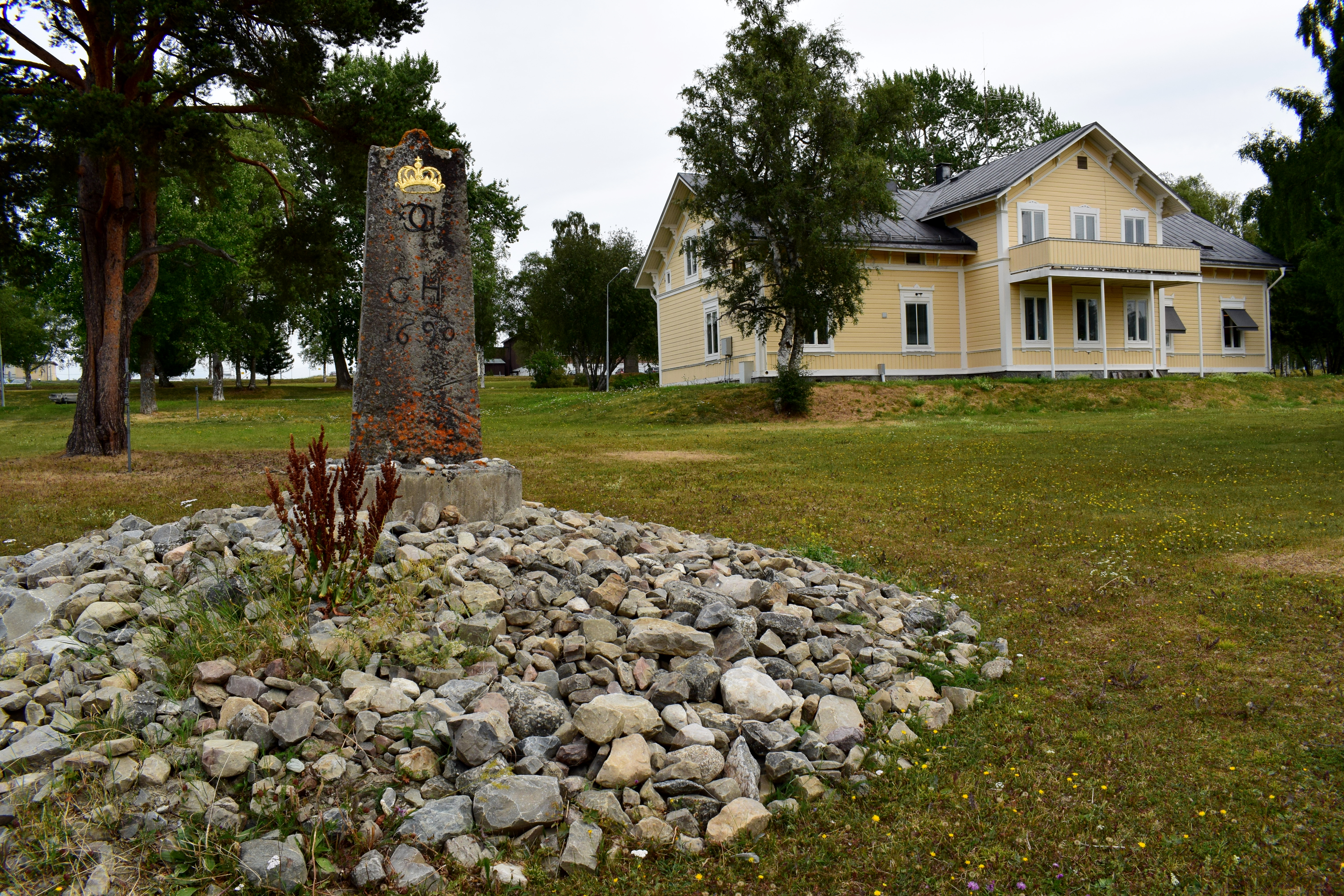
Minnessten från 1686 vid flottiljen
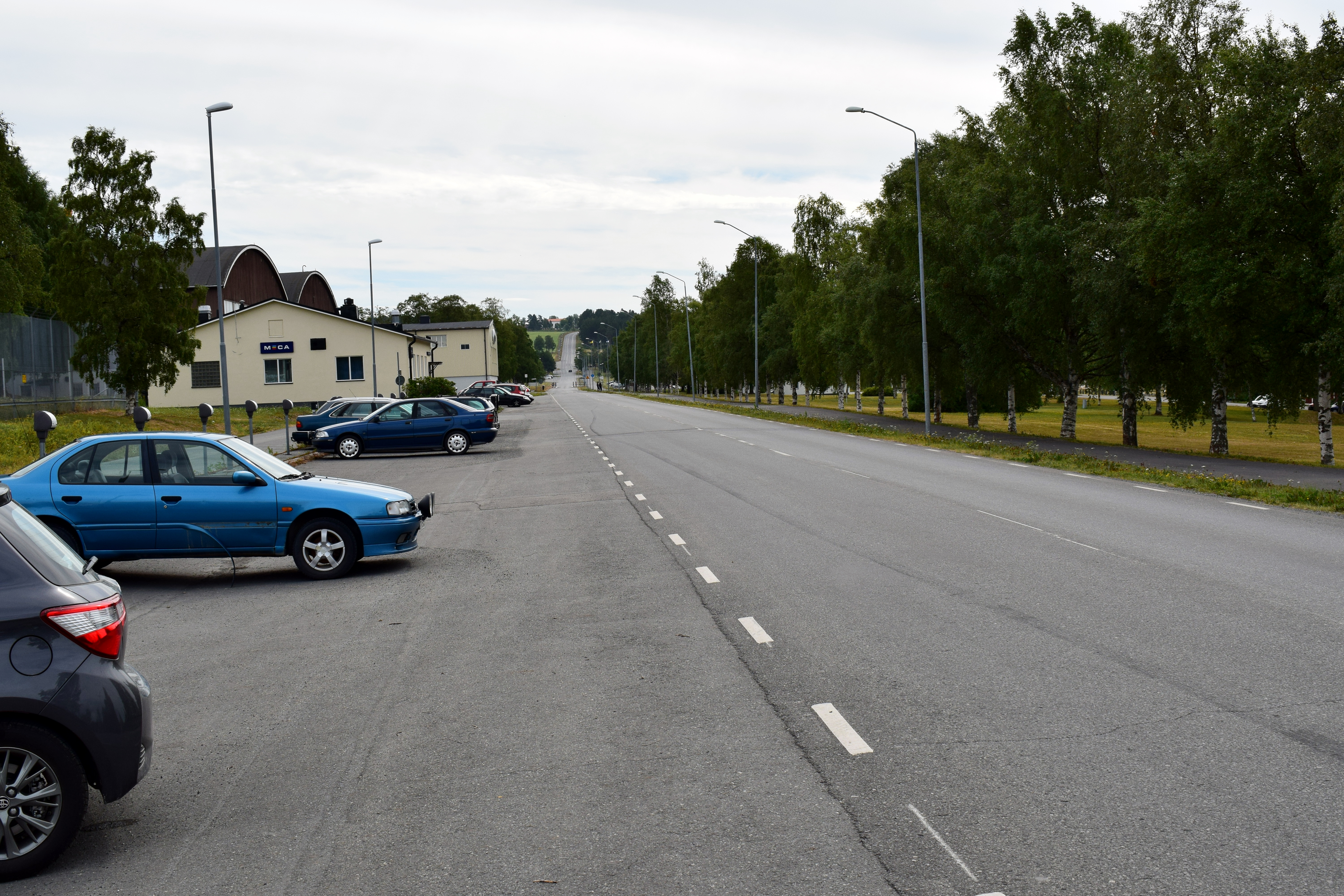
Vägen genom flottiljen i riktning mot Östersund